# Ilona
Ilona  è un nome proprio di persona ungherese femminile, usato anche in tedesco, ceco, polacco, lettone, lituano e finlandese.

## Varianti
- Ipocoristici: Ili[1][2], Ilike[1], Ilka[1][2], Ilonka[1][2]

## Origine e diffusione
Nome dall'origine incerta, viene generalmente considerato una forma ungherese di Elena. In Italia il nome gode di una certa notorietà grazie ad Ilona Staller, attrice pornografica di origine ungherese nota come "Cicciolina", eletta per un breve periodo anche alla Camera dei deputati.

## Onomastico
L'onomastico può essere festeggiato il 9 novembre in memoria della beata Ilona (o Elena) d'Ungheria, religiosa domenicana presso Veszprém (o, eventualmente, lo stesso giorno di Elena).

### Persone

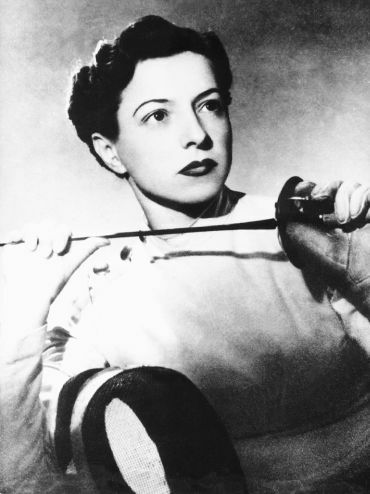
Ilona Elek

- Ilona d'Asburgo-Lorena, duchessa di Meclemburgo
- Ilona Elek, schermitrice ungherese
- Ilona Grübel, attrice tedesca
- Ilona Gusenbauer, altista austriaca
- Ilona Korstin, cestista russa
- Ilona Kramen', tennista bielorussa
- Ilona Massey, attrice ungherese naturalizzata statunitense
- Ilona Mitrecey, cantante francese
- Ilona Sákovics, schermitrice ungherese
- Ilona Slupianek, atleta tedesca
- Ilona Staller, ex pornoattrice, cantante, politica ed ex conduttrice radiofonica  ungherese naturalizzata italiana
- Ilona Vargha, schermitrice ungherese